# Сремска земља
Сремска земља (срѣмьска землѩ), у западним наративним изворима позната и као Краљевина Србија (лат. Regnum Servie), или Земља краља Стефана (итал. terra del re Stefano), или Сремска Србија, била је средњовековна, најпре вазална, а потом самостална српска држава, чије се средиште налазило у Доњем Срему (данашњој Мачви). Прва престоница краљевине био је Дебрц (између Београда и Шапца), а касније је резиденција краља премештена у Београд. Владар ове краљевине био је краљ Стефан Драгутин, а наследио га је син Стефан Владислав II.

## Име
Ова држава је у литератури позната под различитим називима: Сремска земља, Сремска краљевина, држава Сремске земље, Драгутинова држава, држава краља Драгутина, Краљевина Србија (лат. Regnum Serviae), земља краља Стефана итд. У периоду вазалства је називана и Територија краља Драгутина, Област краља Драгутина, Драгутинова област итд.

## Границе
Сремска земља је, према мишљењу већине аутора, имала северне границе на Дунаву и Сави и обухватала је Доњи Срем (Мачву), Београд, делове Шумадије, Подриње, Браничево, Кучево, Усору и Соли, док је према неким ауторима (Дејан Микавица, Станоје Станојевић, Алекса Ивић, Бењамин Фон Калај, Милојко Брусин, Миомир Филиповић) обухватала и Горњи Срем (данашњи Срем). Краљ Драгутин се такође, према традицији, сматра оснивачем сремских манастира Бешенова, Велике Ремете и Мале Ремете.
Мишљење према којем Драгутин није владао подручјем данашњег Срема базирано је на тумачењу повеља угарских краљева из времена Драгутинове владавине, којима су ови краљеви поклањали добра у Сремској жупанији (подручје данашњег источног Срема) својим људима. Међутим, мађарска историографија истиче да угарски краљ у делу периода Драгутинове владавине није ни вршио непосредну власт над Сремом и да је Сремом управљао осамостаљени олигарх Угрин Чак. Према једном запису, Драгутинова држава је обухватала области Босна, Мациа и Марциа. Мациа је назив за Мачву, док је према тумачењу М. Динића, Марциа била источни део Вуковске жупаније у Срему.

## Историја
Стефан Драгутин је првобитно био краљ Србије од 1276. до 1282. године. Сломио је ногу, док је јахао поред града Јелаче, а након тог догађаја дошло је до Дежевског споразума: престо је предао брату Милутину који се обавезао да ће га после његове смрти наследити Драгутинови потомци.
Драгутин је после одрицања од српског престола на сабору у Дежеву задржао власт над неким северним деловима државе. Пошто је свог сина Владислава оженио нећаком угарског краља Андрије II, Драгутин је као наследни посед добио Мачву са Београдом, Усору, Соли, и области јужно од Београда. Драгутин се у српским родословима означава као «сремски краљ», а у делу литературе се његова нова држава назива Сремска земља. Прва Драгутинова престоница је био град Дебрц (између Београда и Шапца), да би касније своје седиште преместио у Београд. Београд је први пут ушао у састав српске државе за време краља Драгутина, а Драгутин је био први српски владар који је владао из овог града.
У то време, именом Срем су називане две територије: Горњи Срем (данашњи Срем) и Доњи Срем (данашња Мачва). Драгутинова Сремска земља је у ствари обухватала Доњи Срем. Неки аутори мисле да је Стефан Драгутин такође владао и Горњим Сремом и Славонијом, али други аутори помињу другог месног владара, који је владао Горњим Сремом. Име овог владара је било Угрин Чак. Крајем 13. века, Драгутин је проширио своју државу на Браничево и Кучево.
Заједно са братом Милутином, Драгутин је за време своје владавине ратовао против Византије, Бугара и Татара. Потоња сарадња Милутина са Византијом је повредила Драгутинове интересе, те долази до грађанског сукоба између два брата 1301-1312/3 године. Пошто је био у рату и са братом и са угарским краљем, Карлом Робертом, одлучио је да се измири са Милутином 1312. године. Успоставиле су се старе границе. Убрзо се тешко разболео и замонашио примивши име Теоктист. Своју државу је дао на управу сину Владиславу II. Умро је 1316. године.
После смрти краља Драгутина, Стефан Владислав II је почео да влада државом свог оца, али га је убрзо краљ Србије, Милутин, победио и затворио. После Милутинове смрти (1321. године), Владислав је ослобођен и поново је, уз помоћ Мађара и босанског бана Шубића, завладао земљама свог оца, али су га победиле присталице краља Србије Стефана Дечанског (Милутиновог наследника) у близини Рудника. Владислав се 1324. године склонио у Угарску. После тога земљама краља Владислава у Босни (Усором и Соли) је завладао бан Стефан II, а око Мачве су се водили дуги спорови између Срба и Мађара. Краљ Владислав је умро у Угарској после 1326.

## Политички статус
Краљ Стефан Драгутин је у периоду после одрицања од српског престола на сабору у Дежеву био вазал свог брата, краља Стефана Уроша II — Милутина. Након 1284. године, Драгутин је једновремено био вазал српског и угарског краља. Крајем 13. века, Краљевина Угарска је била захваћена унутрашњим сукобима, због којих је уследила њена дезинтеграција, односно распад на територије „олигарха“, осамостаљених господара, који су владали пространим територијама. Услед оваквих околности, и краљ Стефан Драгутин је постао један од ових осамостаљених господара.

## Владари
- Стефан Драгутин (1282—1316)
- Стефан Владислав II (1316—1325)

- Стефан Драгутин
- Стефан Владислав II